# عزیز (فیلم کمدی ۱۹۶۵)
عزیز (انگلیسی: The Loved One) یک فیلم کمدی سیاه‌وسفید به کارگردانی تونی ریچاردسون است که در سال ۱۹۶۵ منتشر شد. این فیلم بر پایهٔ رمان عزیز اثر اولین وو ساخته شد.

## بازیگران
- رابرت مورس
- جاناتان وینترز
- آنجانته کامر
- راد استایگر
- دینا اندروز
- میلتون برل
- جیمز کابرن
- جان گیلگد
- تب هانتر
- مارگارت لیتون
- لیبراچی
- رادی مک‌داول
- رابرت مورلی
- باربارا نیکولز
- لایونل استندر
- رابرت استون
- پال ویلیامز
- آلن نیپی‌یر
- برنی کاپل
- جیمی فار